# Danh sách cầu thủ bóng đá nam tham dự Thế vận hội Mùa hè 1900

## Upton Park F.C.
| Số | VT | Cầu thủ          | Ngày sinh (tuổi) | Trận | Bàn | CLB năm 1900    |
| -- | -- | ---------------- | ---------------- | ---- | --- | --------------- |
|    | TM | James Jones      |                  |      |     | Upton Park F.C. |
|    |    | Claude Buckenham |                  |      |     | Upton Park F.C. |
|    |    | William Gosling  |                  |      |     | Upton Park F.C. |
|    |    | Alfred Chalk     |                  |      |     | Upton Park F.C. |
|    |    | T. E. Burridge   |                  |      |     | Upton Park F.C. |
|    |    | William Quash    |                  |      |     | Upton Park F.C. |
|    |    | Arthur Turner    |                  |      |     | Upton Park F.C. |
|    |    | F. G. Spackman   |                  |      |     | Upton Park F.C. |
|    |    | J. Nicholas      |                  |      |     | Upton Park F.C. |
|    |    | Jack Zealley     |                  |      |     | Upton Park F.C. |
|    |    | A. Haslam (c)    |                  |      |     | Upton Park F.C. |

## USFSA XI
| Số | VT | Cầu thủ              | Ngày sinh (tuổi) | Trận | Bàn | CLB năm 1900          |
| -- | -- | -------------------- | ---------------- | ---- | --- | --------------------- |
|    |    | Pierre Allemane      |                  |      |     | Club Français         |
|    |    | Louis Bach           |                  |      |     | Club Français         |
|    |    | Alfred Bloch         |                  |      |     | Club Français         |
|    |    | Fernand Canelle      |                  |      |     | Club Français         |
|    |    | Duparc               |                  |      |     | Racing Levallois 92   |
|    |    | Eugène Fraysse (c1)  |                  |      |     | Racing club de France |
|    |    | Virgile Gaillard     |                  |      |     | Club Français         |
|    |    | Georges Garnier (c2) |                  |      |     | Club Français         |
|    |    | René Grandjean       |                  |      |     | Club Français         |
|    | TM | Lucien Huteau        |                  |      |     | Club Français         |
|    |    | Marcel Lambert       |                  |      |     | Club Français         |
|    |    | Maurice Macaine      |                  |      |     | Club Français         |
|    |    | Gaston Peltier       |                  |      |     | Racing Levallois 92   |

## Université de Bruxelles
| Số | VT | Cầu thủ                | Ngày sinh (tuổi) | Trận | Bàn | CLB năm 1900              |
| -- | -- | ---------------------- | ---------------- | ---- | --- | ------------------------- |
|    |    | Albert Delbecque       |                  |      |     | Skill F.C. de Bruxelles   |
|    |    | Hendrik van Heuckelum  |                  |      |     | Léopold Club de Bruxelles |
|    |    | Raul Kelecom           |                  |      |     | FC Liégeois               |
|    | TM | Marcel Leboutte        |                  |      |     | Spa FC                    |
|    |    | Lucien Londot          |                  |      |     | FC Liégeois               |
|    |    | Ernest Moreau de Melen |                  |      |     | FC Liégeois               |
|    |    | Eugène Neefs           |                  |      |     | Sporting Club de Louvain  |
|    |    | Georges Pelgrims (c)   |                  |      |     | Léopold Club de Bruxelles |
|    |    | Alphonse Renier        |                  |      |     | Racing Club de Bruxelles  |
|    |    | Émile Spannoghe        |                  |      |     | Skill F.C. de Bruxelles   |
|    |    | Eric Thornton          |                  |      |     | Léopold Club de Bruxelles |
| DB |    | Camille Van Hoorden    |                  |      |     | Racing Club de Bruxelles  |